# Seznam prezidentů Lotyšska

Vlajka lotyšského prezidenta
Poměr stran: 2:3

Toto je seznam prezidentů Lotyšska. Prezident je v Lotyšsku hlavou státu a vrchním velitelem Lotyšské armády. V současnosti je funkční období čtyři roky.

## Chronologický seznam
| č.                                                       | Jméno (Narození–úmrtí)          | Portrait          | Období úřadu      | Období úřadu                   | Politický subjekt                                      |
| -------------------------------------------------------- | ------------------------------- | ----------------- | ----------------- | ------------------------------ | ------------------------------------------------------ |
| 1.                                                       | Jānis Čakste (1859–1927)        |                   | 17. prosinec 1918 | 14. listopad 1922              | Demokrātiskais Centrs                                  |
| 1.                                                       | Jānis Čakste (1859–1927)        | 14. listopad 1922 | 14. březen 1927   |                                | Demokrātiskais Centrs                                  |
| —                                                        | Pauls Kalniņš (1872–1945)       |                   | 14. březen 1927   | 8. duben 1927                  | Latvijas Sociāldemokrātiskā Strādnieku partija         |
| 2.                                                       | Gustavs Zemgals (1871–1939)     |                   | 8. duben 1927     | 4. září 1930                   | Demokrātiskais Centrs                                  |
| 3.                                                       | Alberts Kviesis (1881–1944)     |                   | 4. září 1930      | 15. květen 1934                | Latviešu zemnieku savienība                            |
| (3)                                                      | Alberts Kviesis (1881–1944)     | 16. květen 1934   | 10. květen 1936   | nestraník                      |                                                        |
| 4.                                                       | Kārlis Ulmanis (1877–1942)      |                   | 11. květen 1936   | 21. červenec 1940              | nestraník                                              |
| Funkce neobsazena (21. červenec 1940 – 8. červenec 1993) |                                 |                   |                   |                                |                                                        |
| —                                                        | Anatolijs Gorbunovs (born 1942) |                   | 21. srpen 1991    | 13. únor 1993                  | Latvijas Tautas fronte (Lotyšská lidová fronta)        |
| (—)                                                      | Anatolijs Gorbunovs (born 1942) | 13. únor 1993     | 8. červenec 1993  | Latvijas Ceļš (Lotyšská cesta) |                                                        |
| 5.                                                       | Guntis Ulmanis (* 1939)         |                   | 8. červenec 1993  | 8. červenec 1999               | Latvijas Zemnieku savienība (Lotyšská zemědělská unie) |
| 6.                                                       | Vaira Vīķe-Freibergová (* 1937) |                   | 8. červenec 1999  | 8. červenec 2007               | nestraník                                              |
| 7.                                                       | Valdis Zatlers (* 1955)         |                   | 8. červenec 2007  | 8. červenec 2011               | nestraník                                              |
| 8.                                                       | Andris Bērziņš (* 1944)         |                   | 8. červenec 2011  | 8. červenec 2015               | Zaļo un Zemnieku savienība (Svaz zelených a rolníků)   |
| 9.                                                       | Raimonds Vējonis (* 1966)       |                   | 8. červenec 2015  | 8. červenec 2019               | Zaļo un Zemnieku savienība (Svaz zelených a rolníků)   |
| 10.                                                      | Egils Levits (* 1955)           |                   | 8. červenec 2019  | 8. červenec 2023               | nestraník                                              |
| 11.                                                      | Edgars Rinkēvičs (* 1973)       |                   | 8. červenec 2023  | úřadující                      | Jednota                                                |